# سيفين أند آي
سيفين أند آي هولدينغز المساهمة المحدودة (باليابانية: 株式会社セブン&アイ・ホールディングス كابوشكي-غايشا سيبون & آي هوردينغسو
) هي شركة بيع تجزئة يقع مقرها الرئيسي في تشيودا، طوكيو، اليابان، تأسست في عام 1920 وتعتبر اليوم خامس أكبر شركة بيع للتجزئة في العالم.

## وصلات خارجية
- سيفين أند آي على موقع IMDb (الإنجليزية)